# 2014년 9월 죽음
다음은 2014년 9월에 사망한 저명한 인물 목록이다.
- 9월 1일 - 소말리아의 범죄자 아흐메드 압디 고다네
- 9월 3일
  - 대한민국의 가수 은비
  - 대한민국의 축구인 윤정춘
- 9월 4일 - 미국의 희극인 조앤 리버스
- 9월 5일 - 독일의 신학자 볼프하르트 판넨베르크
- 9월 6일 - 대한민국의 정치인 현기순
- 9월 7일
  - 대한민국의 가수 리세
  - 일본의 영화배우 오타카 요시코
- 9월 10일 - 미국의 영화배우 리처드 킬
- 9월 12일
  - 미국의 음악가 조 샘플
  - 북아일랜드의 정치인 이언 페이즐리
- 9월 18일 - 대한민국의 음악가 우종갑
- 9월 20일 - 일본의 정치인 도이 다카코
- 9월 27일 - 미국의 수학자 도로시 마하람 스톤